# Filmmagasinet Ekko
 For alternative betydninger, se Ekko (flertydig). (Se også artikler, som begynder med Ekko (flertydig))
Filmmagasinet Ekko er et dansk tidsskrift om film og medier.
Ejet og drevet af Fonden Filmmagasinet Ekko. Stiftet i 1999 af Danske Børne- og Ungdomsfilmklubber, Dansk Film- og Medielærerforening og Medielærerforeningen for de gymnasiale uddannelser som en sammenlægning af de mediepædagogiske medlemsblade Klip og Pråsen.
Fra 2005 et alment tidsskrift med landsdækkende løssalg og abonnementer. I 2008 fusioneret med det konkurrerende Filmmagasinet Mifune.
Foruden det trykte magasin og netudgaven www.ekkofilm.dk står Filmmagasinet Ekko bag dvd-udgivelser, kortfilm-platformen Ekko Shortlist samt fodboldturneringen Ekko Film Cup for filmbranchen.